# Mazaròl
Il Mazaròl è un personaggio fantastico tipico del folklore delle Dolomiti.
Generalmente, ha le fattezze di un vecchio di corporatura robusta, vestito di rosso, un grande cappellaccio e un mantellone nero. La sua indole è di solito benevola, ma burbera e selvaggia, essendo inoltre suscettibile e vendicativo nei confronti di chi tradisce la sua fiducia (nascondeva sotto il mantello i bambini disobbedienti).
Chi metteva il piede su un'orma da lui lasciata era costretto per forza d'incantesimo a seguirne le impronte fino a giungere alla sua caverna; ivi beveva il latte di una capretta nera e dimenticava subito tutto di sé stesso.

## La ragazza del Primiero
Secondo una leggenda, il Mazaròl talvolta rapisce le persone per trasformarle in suoi schiavi. Un episodio narrato frequentemente riguarda una ragazza del Primiero che si sarebbe ritrovata al cospetto del Mazaròl subito dopo averne calpestato le impronte. La creatura le alitò in viso e lei dimenticò tutta la sua vita passata, trascorrendo gli anni successivi al suo servizio.

Il Mazaròl le insegnò a fare il burro, il formaggio e la tosèla e le aveva promesso che le avrebbe insegnato a ricavare la cera dal siero, tuttavia non ne ebbe il tempo. Infatti, un giorno, un cacciatore riconobbe la ragazza e la riportò in paese. Si fecero molti tentativi per far tornare la memoria alla sventurata; alla fine, ciò che funzionò da antidoto fu il latte di una capretta bianca, offertole da una vecchina. Per la felicità di essere tornata a casa, la ragazza insegnò a tutto il paese a fare il burro, il formaggio e la tosella; ma in Primiero ancora non si sa ricavare la cera del siero.